# Quinto Marcio Rex (cónsul 118 a. C.)
Quinto Marcio Rex  fue un político y militar romano del siglo II a. C.

## Familia
Su padre homónimo fue pretor en 144 a. C. y el constructor del acueducto más largo de la ciudad: el Aqua Marcia, conocido por la pureza y agradable temperatura del agua que traía a la ciudad.
Su hermana Marcia contrajo matrimonio con Cayo Julio César. De este matrimonio nacieron: Sexto Julio César, partidario de Cayo Mario y cónsul en el 91 a. C.; Julia, mujer de Cayo Mario; y Cayo Julio César un pretor que se casó con Aurelia. De este último matrimonio nació Julio César, el dictador.

## Carrera política y militar
Marcio Rex obtuvo el consulado en 118 a. C. con Marco Porcio Catón Liciniano de colega. En este año se fundó la colonia romana de Narbo Martius en la Galia.
Se le concedió el mando contra los stoeni, una tribu de Liguria que vivía al pie de los Alpes. Rex obtuvo un triunfo al año siguiente por su victoria frente a ellos. Durante su año consular perdió a su único hijo, un joven de prometedor futuro, pero Marcio Rex tuvo mucho cuidado de controlar sus sentimientos y realizó con normalidad las habituales tareas oficiales cuando se reunió el Senado el día del entierro de su hijo a pesar del profundo dolor que sentía.